# Herochroma semialbida
Herochroma semialbida là một loài bướm đêm trong họ Geometridae.